# Nagasaki
Nagasaki ou Nagasáqui (em japonês: 長崎市; romaniz.: Nagasaki-shi; pronúnciaⓘ; lit. "cabo longo"; historicamente também conhecida como Nangasáqui e Nangasaque), é a capital e maior cidade da Prefeitura de Nagasaki, na Ilha Kyushu, Japão. Nagasaki foi um centro de influência colonial portuguesa entre os séculos XVI e XIX, e igrejas e locais cristãos em Nagasaki foram propostos para inscrição na Lista de Patrimônios Mundiais da UNESCO. Durante várias décadas foi considerada a capital do catolicismo nesse país. Parte de Nagasaki foi base da Marinha Imperial Japonesa durante a Primeira Guerra Sino-Japonesa e a Guerra Russo-japonesa.

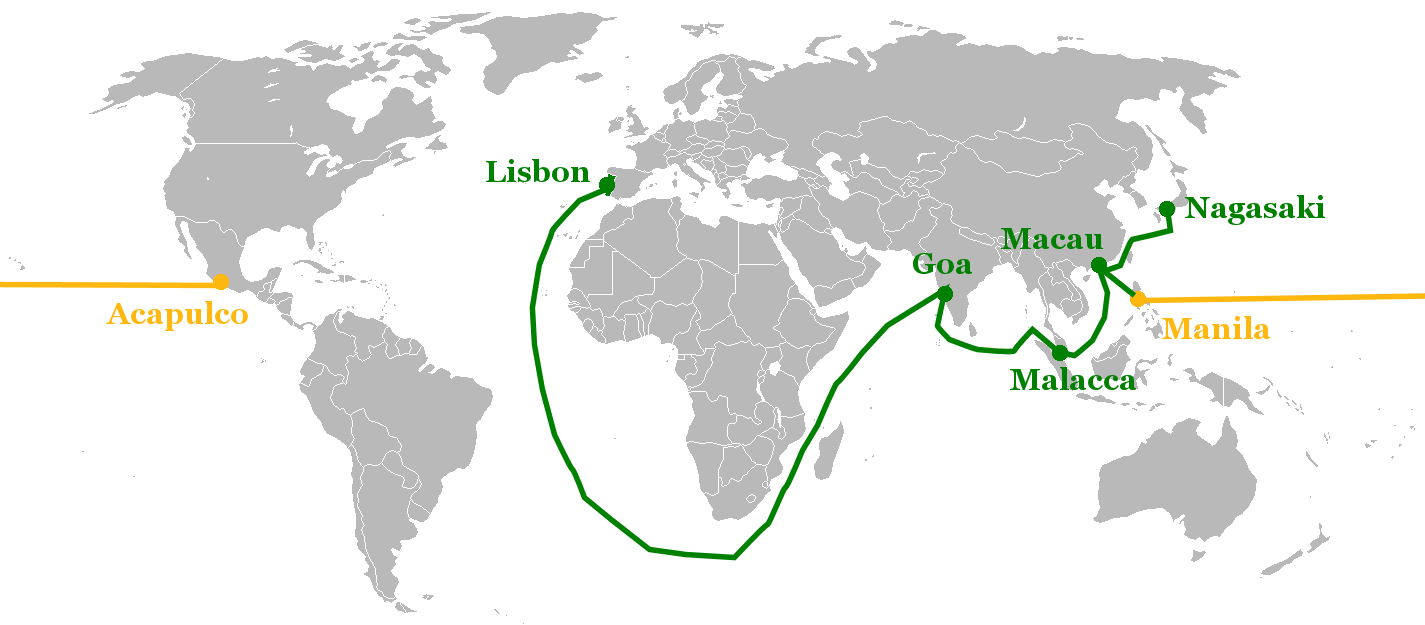
Mapa onde mostra Macau e Nagasaki e a sua posição nas rotas comerciais portuguesas, no seu período mais próspero (finais do século XVI e princípios do século XVII).

Durante a Segunda Guerra Mundial, Nagasaki foi a segunda cidade e, até hoje, a última, a experienciar um bombardeamento atômico (às 11h02min de 9 de agosto de 1945, horário local (UTC+9).
Em 1 de março de 2017, a cidade tinha uma população estimada de 425 723 habitantes e uma densidade populacional de 1 000 pessoas por km². A área total é de 406,37 km².

## História

### Nagasaki cristã
Uma pequena vila de pescadores em porto isolado, Nagasaki tinha pouca significância histórica até o contato com os exploradores portugueses em 1543. Um dos primeiros visitantes foi Fernão Mendes Pinto, que veio de Vila do Bispo em uma embarcação portuguesa que atracou próximo a Tanegashima.
Pouco depois, embarcações portuguesas começaram a navegar para o Japão como cargueiros regulares, aumentando o contato e as relações comerciais entre o Japão e o resto do mundo, particularmente com a China, com quem o Japão anteriormente havia cortado seus laços comerciais e políticos, principalmente devido a uma série de incidentes envolvendo a pirataria Wokou no Mar do Sul da China, com os portugueses agora servindo como intermediários entre os dois países asiáticos.
Após vantagens mútuas derivadas desses contatos comerciais, que logo seria reconhecido por todas as partes envolvidas, a falta de um porto marítimo adequado em Kyushu com o propósito de abrigar navios estrangeiros representou um grande problema tanto para os comerciantes quanto para os daimiôs (senhores feudais) de Kyushu, que esperavam obter grandes vantagens do comércio com o portugueses.
Enquanto isso, o missionário jesuíta navarrês São Francisco Xavier chegou à Kagoshima, no sul de Kyūshū, em 1549, e logo iniciou uma campanha de evangelização pelo Japão, mas foi para a China em 1552 e faleceu pouco depois. Seus seguidores permaneceram convertendo um grande número de daimiôs. O mais notável entre eles era Ōmura Sumitada. Em 1569, Ōmura garantiu uma permissão para o estabelecimento de um porto com o propósito de abrigar embarcações portuguesas, Nagasaki, que foi finalmente criada em 1571, sob a supervisão do missionário jesuíta Gaspar Vilela e o capitão-major português Tristão Vaz de Veiga, com o auxílio pessoal de Ōmura.
A pequena vila portuária rapidamente cresceu para uma cidade portuária diversa, e produtos portugueses importados por Nagasaki (como tabaco, pão, têxteis e um pão-de-ló português chamado Castela) foram assimilados à cultura japonesa. O tempura derivado de uma receita originalmente conhecida como "peixinho-da-horta", e que tem seu nome tirado da palavra portuguesa "tempero", é outro exemplo dos efeitos desse intercâmbio cultural. Os portugueses também trouxeram muitos bens da China.[carece de fontes?]

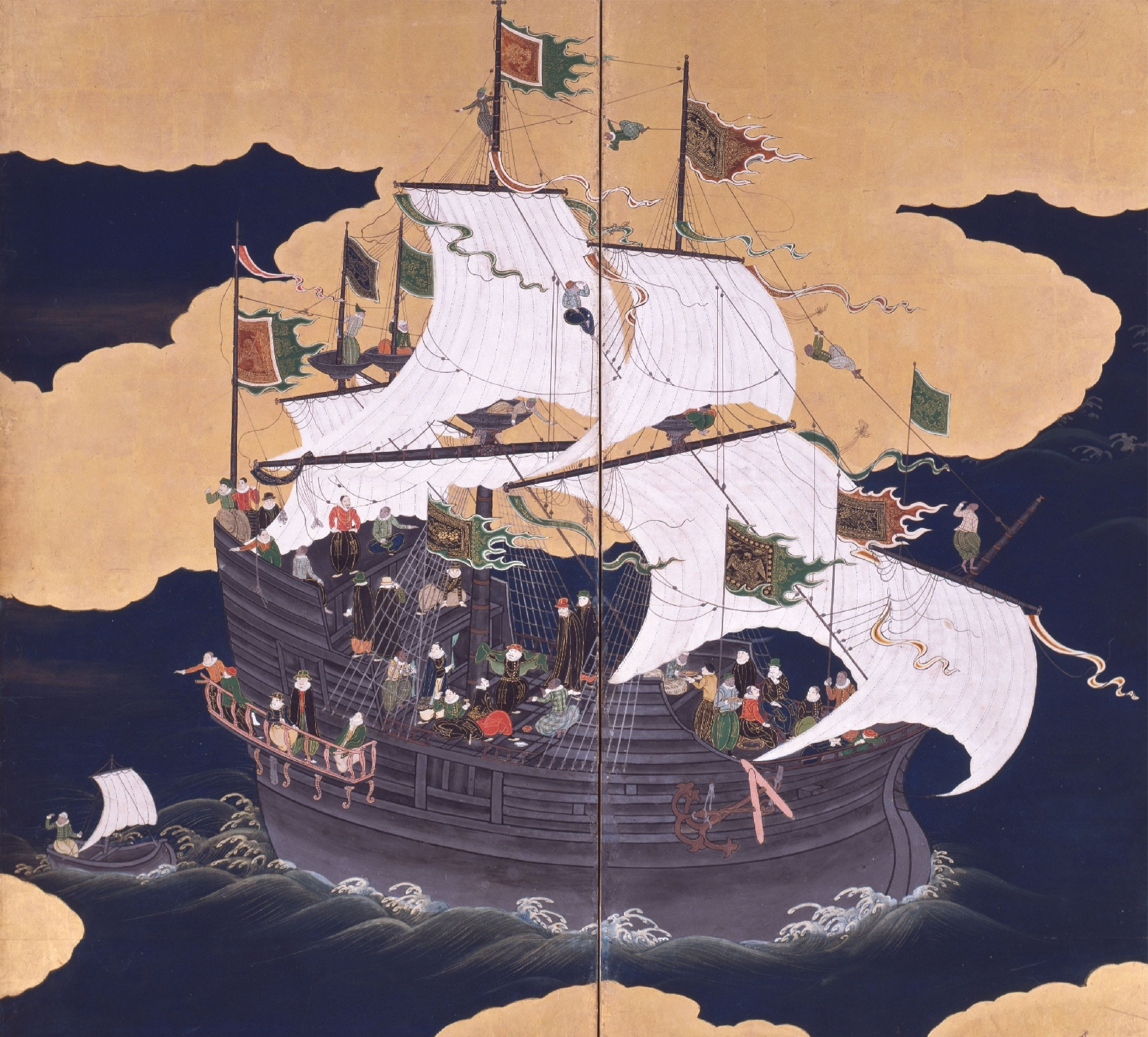
Imagem de uma carraca portuguesa em Nagasaki. Biombo japonês do século XVII.

Devido a instabilidade durante o Período Sengoku Sumitada e o líder jesuíta Alessandro Valignano fizeram um plano para passar o controle administrativo para a Companhia de Jesus, em vez de ver a cidade católica tomada por um daimiô não-católico. Então, por um breve período de tempo após 1580, a cidade de Nagasaki foi uma colônia jesuíta, sob seu controle administrativo e militar. Ela foi administrada pelo capitão do "barco negro" português, o mais alto representante da Coroa Portuguesa, quando presente. A cidade se tornou um refúgio para os cristãos que sofriam perseguições em outras partes do Japão. Entretanto, em 1587, a campanha de Toyotomi Hideyoshi para unificar o país chegou à Kyūshū. Preocupado com a grande influência cristã no sul do Japão, assim como o papel ativo dos jesuítas na arena política japonesa, Hideyoshi ordenou a expulsão de todos os missionários e colocou a cidade sob seu controle direto. No entanto, a ordem de expulsão não foi cumprida em grande parte, e a maioria da população de Nagasaki permaneceu abertamente católica praticante.[carece de fontes?]

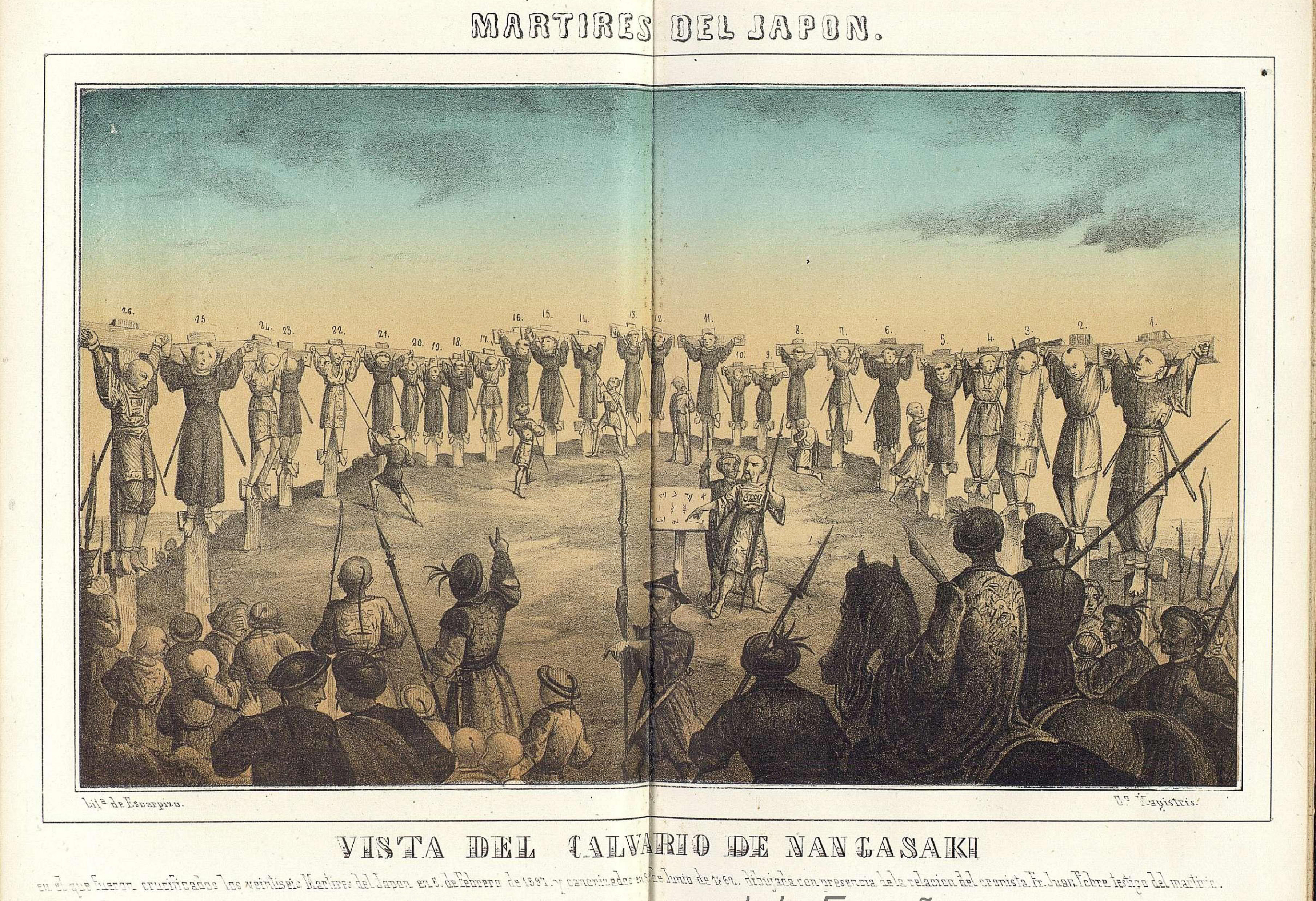
Os vinte e seis mártires do Japão executados mediante crucificação em 5 de fevereiro de 1597 em Nagasaki.

Em 1596, a embarcação espanhola San Felipe foi destruída na costa de Shikoku, e Hideyoshi soube com o capitão de que Franciscanos espanhóis estavam na vanguarda de uma invasão ibérica do Japão. Em resposta, Hideyoshi ordenou a crucificação de vinte e seis católicos em Nagasaki. Os comerciantes portugueses não foram condenados ao ostracismo, e assim a cidade continuou a prosperar.[carece de fontes?]
Em 1602, missionários agostinianos também chegaram ao Japão, e quando Tokugawa Ieyasu tomou o poder em 1603, o catolicismo ainda era tolerado. Muitos daimiôs católicos foram importantes aliados na Batalha de Sekigahara, e os Tokugawa ainda não eram fortes o suficiente para ficarem contra eles. Uma vez que o Castelo de Osaka foi tomado e a prole de Toyotomi Hideyoshi foi morta, o domínio Tokugawa foi assegurado. Além disso, a presença holandesa e os inglesa permitiu o comércio sem envolvimento religioso. Então, em 1614, o catolicismo foi oficialmente banido e todos os missionários receberam a ordem para irem embora. A maioria dos daimiôs católicos apostataram, e forçaram seus subordinados a fazerem o mesmo, apesar de alguns não renunciarem a religião e partirem para Macau, Luzon e outras cidades com grande número de japoneses no sudeste asiático. Uma brutal campanha de perseguição seguiu-se, com milhares de cristãos em Kyūshū e outras partes do Japão mortos, ou forçados a renunciarem sua religião.
O último suspiro do catolicismo como religião aberta e a última grande ação militar no Japão até a Restauração Meiji foi a Rebelião Shimabara de 1637. Enquanto não há evidências de que os europeus incitaram diretamente a rebelião, o Domínio Shimabara foi cristão por décadas, e os rebeldes adotaram muitas ideias portuguesas e ícones cristãos. Consequentemente, na sociedade Tokugawa a palavra "Shimabara" solidificava a conexão entre cristianismo e deslealdade, constantemente usada como propaganda Tokugawa. A Rebelião Shimabara também convenceu muitos legisladores que as influências estrangeiras eram um grande problema, o que levou o Japão a uma política de isolamento. Os portugueses, que anteriormente haviam vivido em uma ilha-prisão especialmente construída no porto de Nagasaki chamada Dejima, foram expulsos do arquipélago, e os holandeses foram movidos de sua base em Hirado para Dejima.

### Período de isolamento
O Grande Incêndio de Nagasaki destruiu boa parte da cidade em 1663, incluindo o Santuário de Mazu no Templo Kofuku patrocinado por marinheiros e mercadores chineses que visitavam o porto.
Em 1720, o banimento de livros holandeses foi criado, causando a ida de centenas de estudiosos para Nagasaki em busca do estudo da ciência e arte europeias. Consequentemente, Nagasaki se tornou um principal centro do chamado rangaku, ou "Aprendizado Holandês". Durante o Período Edo, o Xogunato Tokugawa governava a cidade, escolhendo um hatamoto, o bugyō de Nagasaki, como o chefe administrador.

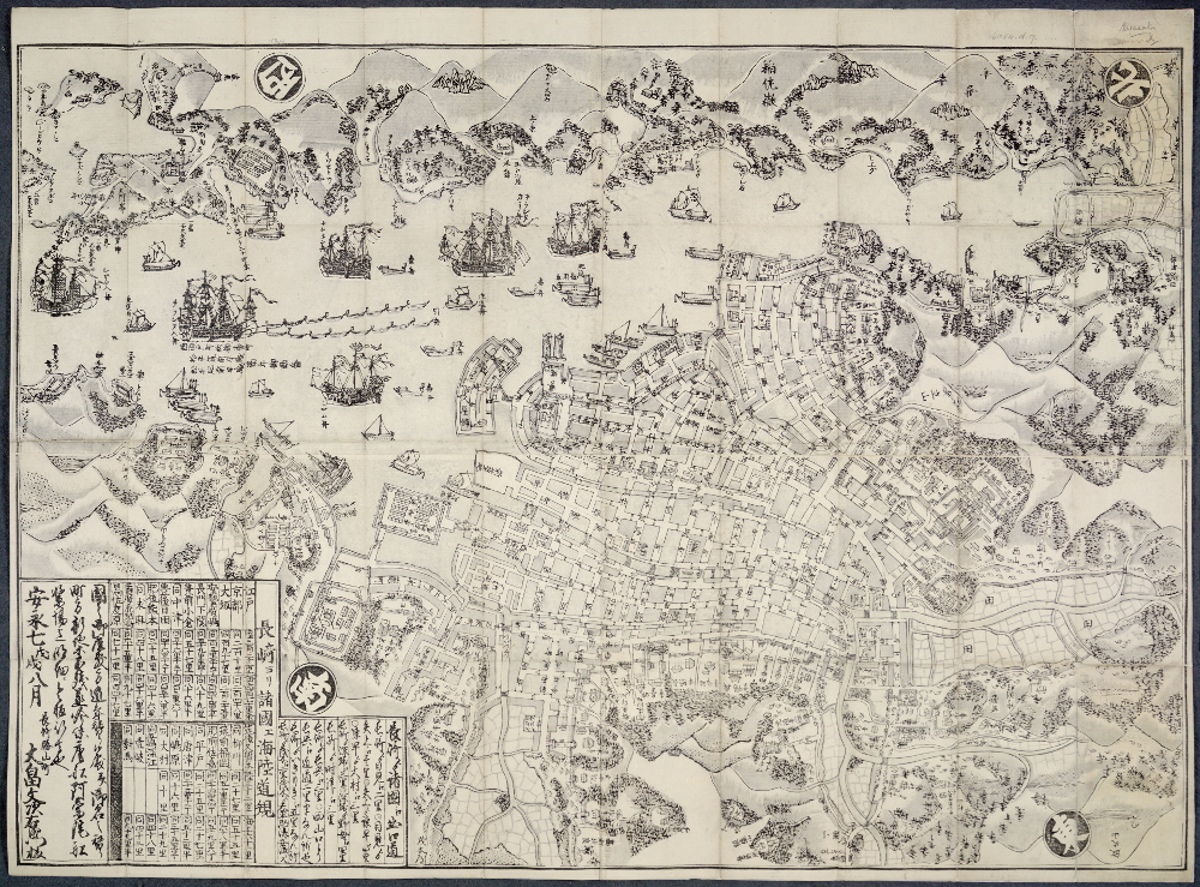
Plano de Nagasaki, Província de Hizen, 1778

Antes, os historiadores eram unânimes que Nagasaki era a única janela do Japão com o mundo durante a Era Tokugawa. Entretanto, atualmente é aceito que esse não era o caso, uma vez que o Japão interagia e fazia comércio com o Reino de Ryukyu, Coreia e Rússia através dos domínios Satsuma, Tsushima e Matsumae respectivamente. No entanto, Nagasaki foi retratada na arte e literatura contemporâneas como um porto cosmopolita repleto de curiosidades exóticas do mundo ocidental.
Em 1808, durante as Guerras Napoleônicas, a fragata da Marinha Real Britânica HMS Phaeton entrou no Porto de Nagasaki em busca de embarcações comerciais holandesas. O magistrado local não estava apto a resistir a demanda britânica por comida, combustível, e água, depois cometendo seppuku por disso. Leis foram aprovadas após esse incidente, fortalecendo as defesas costeiras, ameaçando de morte os estrangeiros invasores e motivando o treinamento de tradutores ingleses e russos.
The Tōjinyashiki (唐人屋敷) ou Fábrica Chinesa em Nagasaki foi também um importante condutor de bens e informações chinesas para o mercado japonês. Vários mercadores e artistas chineses navegaram entre seu país e Nagasaki. Alguns combinavam os papéis de mercador e artista como Yi Hai no século XVIII. Acredita-se que cerca de um terço da população de Nagasaki daquela época era chinesa.

### Era Meiji
Com a Restauração Meiji, o Japão abriu suas portas para o comércio estrangeiro e relações diplomáticas. Nagasaki se tornou um porto livre em 1859 e a modernização começou por volta de 1868. Nagasaki foi proclamada cidade oficialmente em 1 de abril de 1889. Com o cristianismo legalizado e os Kakure Kirishitan deixando de se esconder, Nagasaki voltou ao seu papel de centro do Catolicismo Romano no Japão.
Durante a Era Meiji, Nagasaki se tornou um centro industrial. Sua principal indústria era a de construção de navios, com os estaleiros sob controle da Mitsubishi Heavy Industries, uma das primeiras contratadas da Marinha Imperial Japonesa, e o porto de Nagasaki usado como ancoradouro sob controle do Distrito Naval de Sasebo. Durante a Segunda Guerra Mundial, na época do ataque nuclear, Nagasaki era uma importante cidade industrial, contendo fábricas da Mitsubishi Steel & Arms Works, da Akunoura Engine Works, da Mitsubishi Arms Plant, da Mitsubishi Electric Shipyards, da Mitsubishi-Urakami Ordnance Works, e de muitas outras fábricas menores, além da maioria das instalações de armazenamento e transbordo de portos, que empregavam cerca de 90% da força de trabalho da cidade, e respondiam por 90% da indústria da cidade. Essas conexões com o esforço de guerra japonês fizeram de Nagasaki um alvo importante para o bombardeio estratégico pelos Aliados durante a guerra.

### Ataque nuclear na Segunda Guerra Mundial

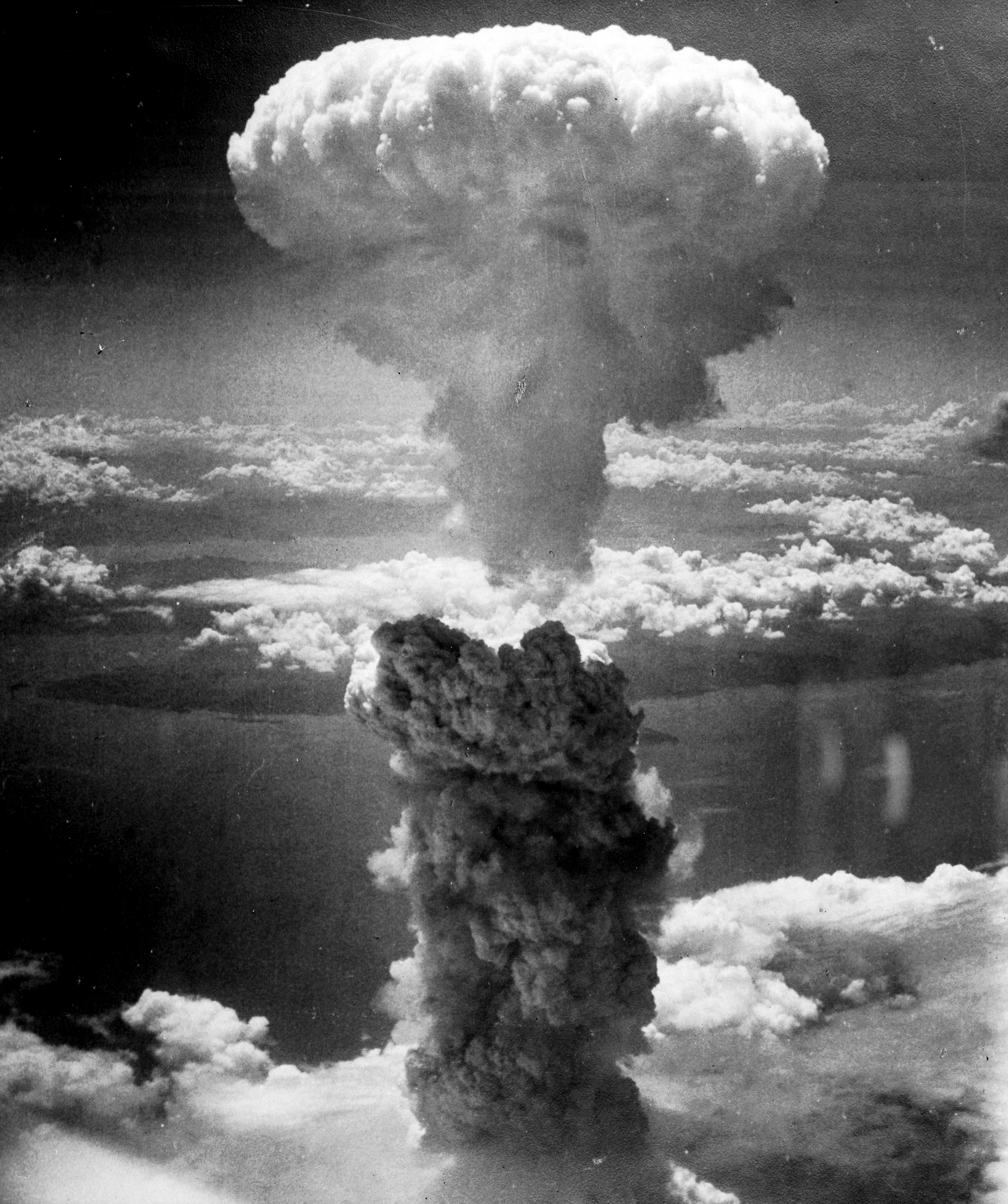
Nuvem de cogumelo da explosão atômica sobre Nagasaki às 11h02min da manhã, 9 de agosto de 1945

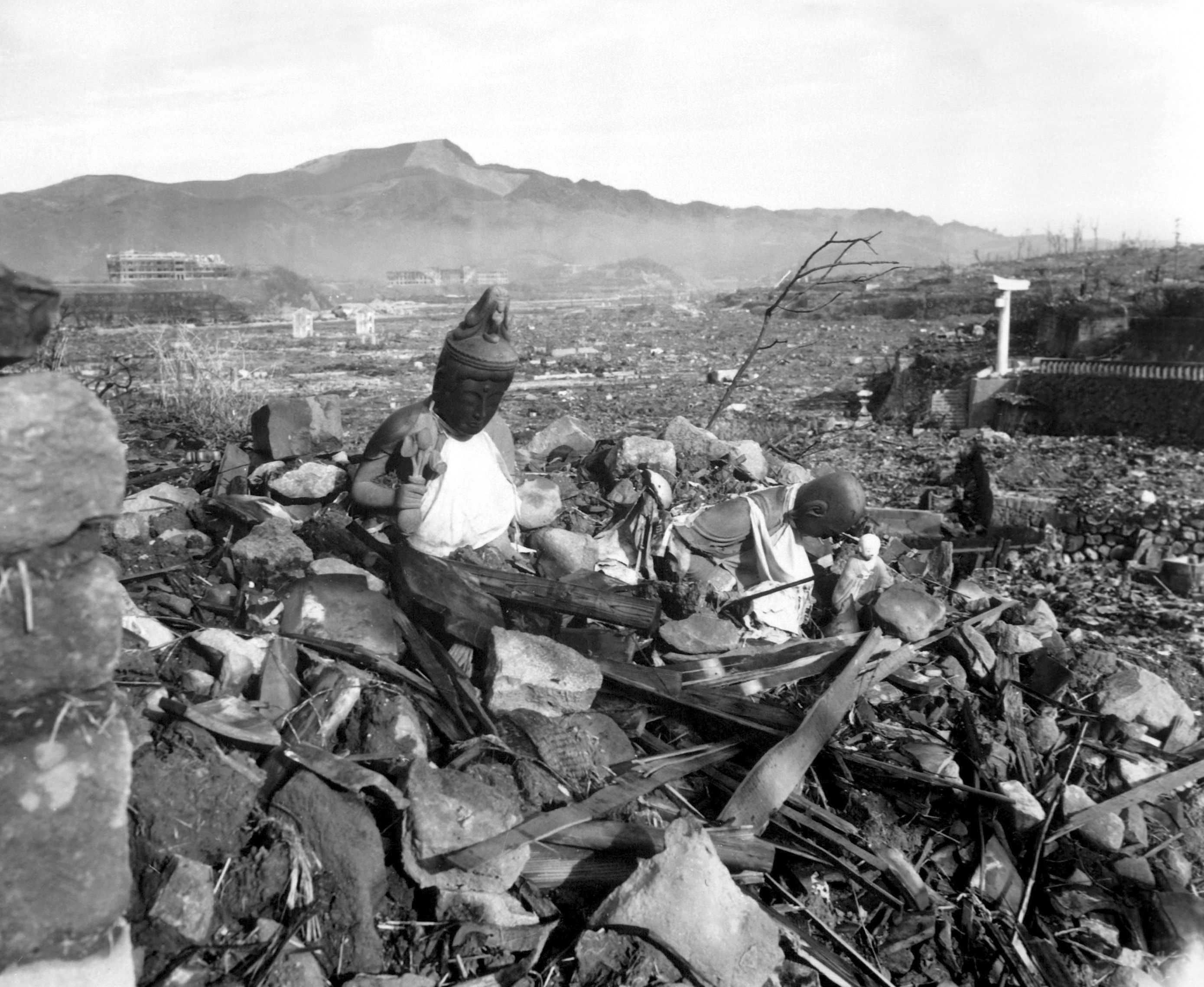
Nagasaki, 24 de setembro de 1945, 6 semanas após o ataque atômico.

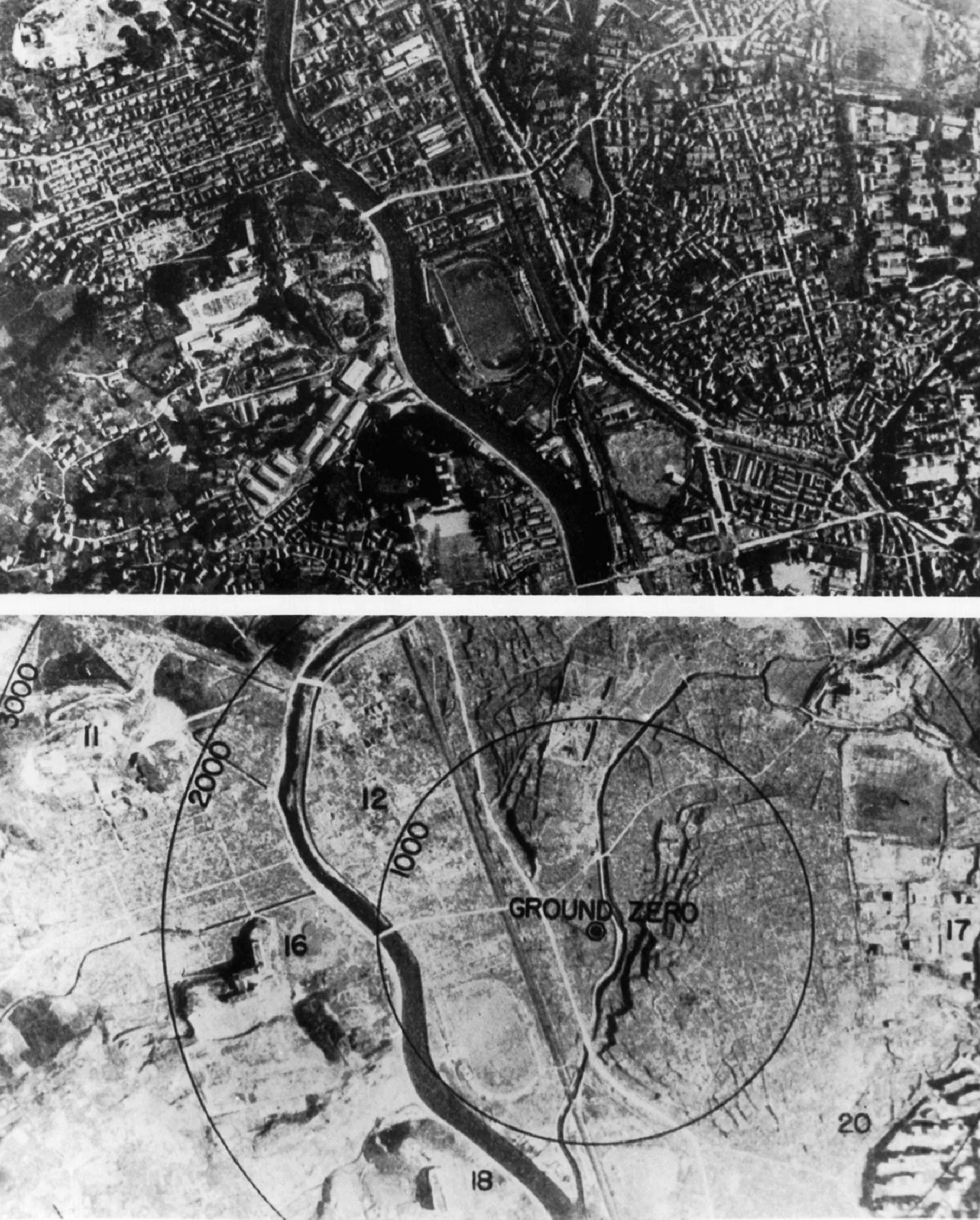
Nagasaki, antes e depois da bomba atômica.

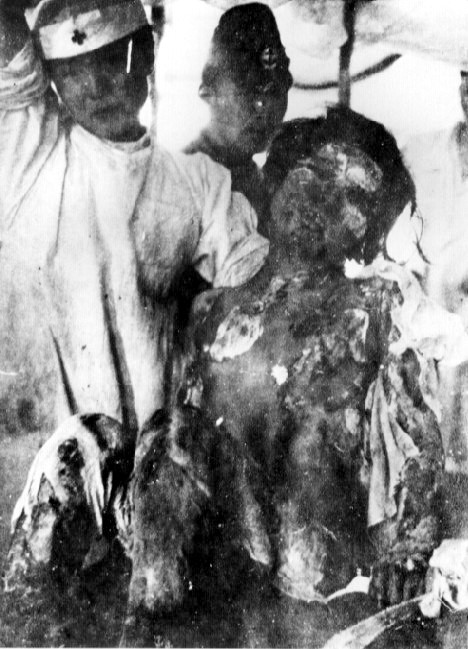
Vítima da bomba atômica em Nagasaki.

Por 12 meses antes do ataque nuclear, Nagasaki sofreu cinco ataques aéreos de pequena escala por 136 aviões norte-americanos que lançaram um total de 270 toneladas de explosivo, 53 toneladas de explosivo incendiário, e 20 toneladas de bombas de fragmentação. Destes, o ataque de 1 de agosto de 1945 foi o mais efetivo, com algumas das bombas atingindo os estaleiros e as docas na parte sudoeste da cidade, muitas atingindo a Mitsubishi Steel & Arms Works, e seis bombas atingindo o Hospital e Escola Médica de Nagasaki, com três disparos acertando em cheio os prédios. Enquanto o dano dessas bombas foi relativamente pequeno, ele colocou um medo considerável na população e um grande número de pessoas, principalmente as de escolas infantis, foram evacuadas para áreas rural, reduzindo a população da cidade no dia do ataque atômico.
No dia do lançamento nuclear (9 de agosto de 1945), a população de Negasaki era estimada em 263 mil, dos quais 240 mil eram japoneses residentes, 10 mil coreanos residentes, 2 500 trabalhadores coreanos conscritos, 9 mil soldados japoneses, 600 trabalhadores chineses conscritos, e 400 prisioneiros de guerra Aliados. Naquele dia, o Boeing B-29 Superfortress Bockscar, comandado pelo Major Charles Sweeney, partiu do North Field em Tinian pouco antes do amanhecer, desta vez carregando uma bomba de plutônio, codinome "Fat Man". O alvo primário para a bomba era Kokura, com o alvo secundário sendo Nagasaki, se o primeiro alvo estive nublado demais para uma boa visão. Quando o avião chegou a Kokura às 9h44min da manhã, a cidade estava coberta de nuvens e fumaça, e a cidade próxima de Yawata já havia sido bombardeada no dia anterior. Incapaz de realizar o ataque com a visão limitada por conta das nuvens e fumaça e com combustível limitado, o avião deixou a cidade às 10h30min em direção ao alvo secundário. 20 minutos depois, às 10h50min da manhã, o avião chegou à Nagasaki, mas a cidade também estava nublada demais. Desesperadamente sem combustível e após realizar alguns bombardeios sem obter nenhum alvo visual, a tripulação foi forçada a usar o radar para soltar a bomba. No último minuto, a abertura das nuvens os permitiu fazer contato visual com a pista de corridas em Nagasaki, e assim lançaram a bomba no Vale Urakami, entre a
Mitsubishi Steel & Arms Works ao sul, e a Mitsubishi-Urakami Ordnance Works ao norte. 53 segundos após o lançamento, a bomba explodiu às 11h02min da manhã numa altitude aproximada de 550 metros.
Menos de um segundo após a detonação, o norte da cidade estava destruído e 35 mil pessoas já estavam mortas. Entre os mortos estavam 6 200 dos 7 500 empregados da fábrica da Mitsubishi Munitions, e outros 24 mil (incluindo 2 mil coreanos) que trabalhavam em outras fábricas bélicas da cidade, bem como 150 soldados japoneses. O dano industrial em Nagasaki foi alto, deixando entre 68-80% da produção industrial destruída. Foi o segundo e, até hoje, o último uso de uma arma nuclear em combate, e também a segunda detonação de uma bomba de plutônio. O primeiro uso de uma arma nuclear em combate foi a bomba "Little Boy", que foi jogada na cidade japonesa de Hiroshima em 6 de agosto de 1945. A primeira bomba de plutônio foi testada no Novo México, Estados Unidos, em 16 de julho de 1945. A bomba Fat Man era um tanto mais poderosa que a que foi jogada em Hiroshima, mas por conta do terreno irregular de Nagasaki, houve menos dano.

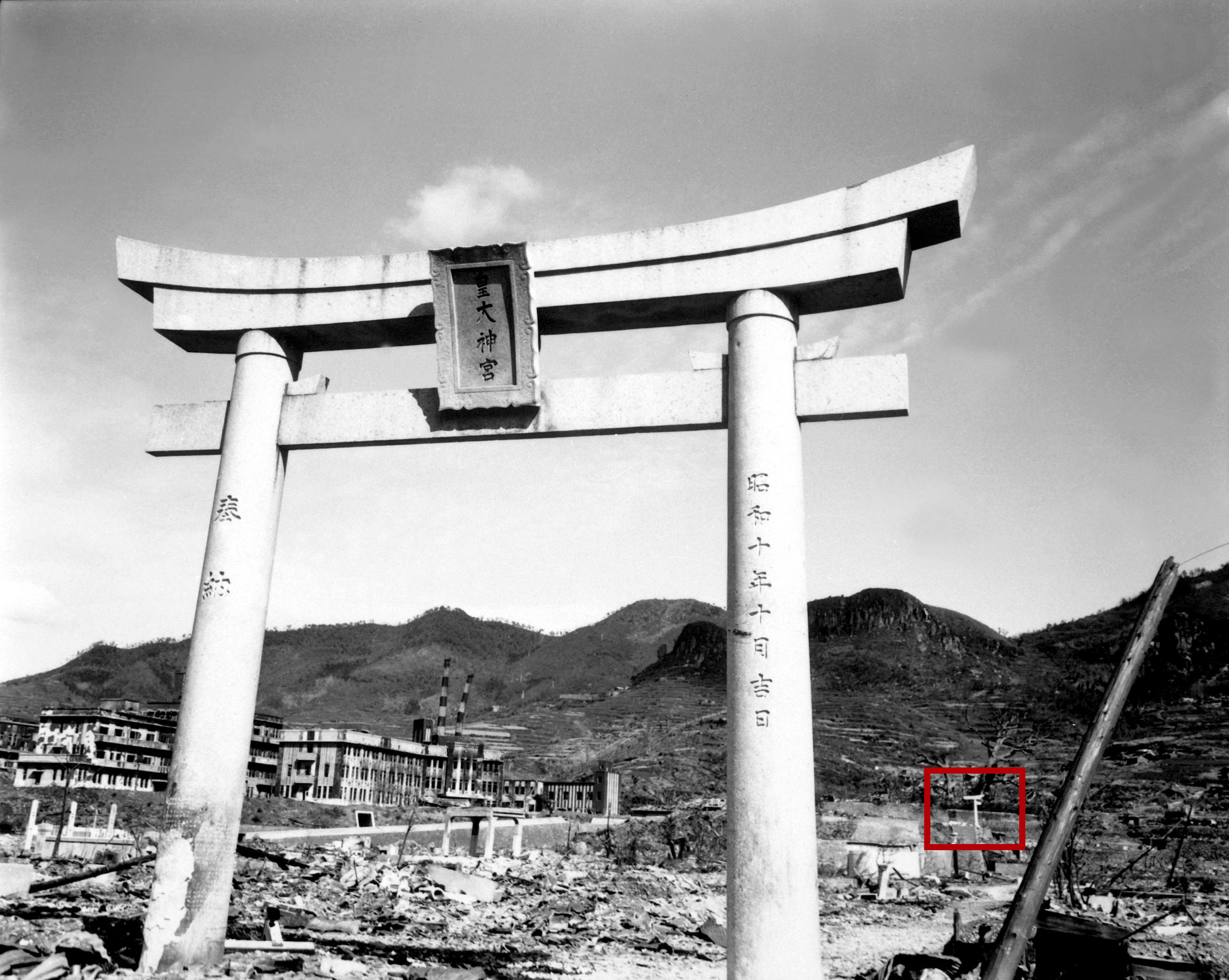
Torii, Nagasaki, Japão. O torii de uma perna está no fundo.

### Pós-guerra
A cidade foi reconstruída após a guerra, embora drasticamente alterada. A reconstrução foi lenta. As primeiras habitações de emergência simples não foram fornecidas até 1946. O foco no redesenvolvimento foi a substituição das indústrias de guerra pelo comércio exterior, construção naval e pesca. Isso foi formalmente declarado quando a Lei de Reconstrução da Cidade Internacional de Nagasaki foi aprovada em maio de 1949. Novos templos foram reconstruídos, bem como novas igrejas para aumentar a presença do cristianismo. Alguns dos escombros foram deixados como um memorial, como um torii de uma perna no Santuário Sannō e um arco perto do marco zero. Novas estruturas também foram erguidas como memoriais, como o Museu da Bomba Atômica. Nagasaki continua sendo, antes de tudo, uma cidade portuária, apoiando uma rica indústria de construção naval e estabelecendo um forte exemplo de perseverança e paz.

## Geografia e clima
As penínsulas de Nagasaki e Nishisonogi estão localizadas dentro dos limites da cidade. A cidade é cercada pelas cidades de Isahaya, Saikai, Togitsu e Nagayo.
Nagasaki fica à frente de uma longa baía que forma o melhor porto natural da ilha de Kyushu. A principal área comercial e residencial da cidade fica em uma pequena planície perto do final da baía. Dois rios divididos por um esporão de montanha formam os dois principais vales em que a cidade se encontra.
Nagasaki tem o típico clima subtropical úmido de Kyūshū e Honshū, caracterizado por invernos suaves e longos, quentes, e úmidos verões. Além de Kanazawa e Shizuoka é a grande cidade mais chuvosa do Japão e de toda a Eurásia temperada. No verão, a combinação do calor persistente e da alta umidade resulta em condições desagradáveis, com temperaturas de bulbo úmido às vezes chegando a 26 °C. No inverno, entretanto, Nagasaki é mais seca e ensolarada que Gotō ao oeste, e as temperaturas são ligeiramente mais suaves que no interior de Kyūshū. Desde que os dados climáticos começaram a ser registrados em 1878, o mês mais úmido foi julho de 1982 com (1 178 mm), incluindo 555 mm em um único dia. O mês mais seco foi setembro de 1967 com 1,8 mm. A precipitação ocorre o ano inteiro, apesar de em menor quantidade no inverno; a chuva atinge seu pico em junho e julho. Agosto é o mês mais quente do ano. Em 24 de janeiro de 2016, uma queda de neve de 17 cm foi registrada.
| Dados climáticos para Nagasaki, Nagasaki (1981～2010) | Dados climáticos para Nagasaki, Nagasaki (1981～2010) | Dados climáticos para Nagasaki, Nagasaki (1981～2010) | Dados climáticos para Nagasaki, Nagasaki (1981～2010) | Dados climáticos para Nagasaki, Nagasaki (1981～2010) | Dados climáticos para Nagasaki, Nagasaki (1981～2010) | Dados climáticos para Nagasaki, Nagasaki (1981～2010) | Dados climáticos para Nagasaki, Nagasaki (1981～2010) | Dados climáticos para Nagasaki, Nagasaki (1981～2010) | Dados climáticos para Nagasaki, Nagasaki (1981～2010) | Dados climáticos para Nagasaki, Nagasaki (1981～2010) | Dados climáticos para Nagasaki, Nagasaki (1981～2010) | Dados climáticos para Nagasaki, Nagasaki (1981～2010) | Dados climáticos para Nagasaki, Nagasaki (1981～2010) |
| Mês                                                   | Jan                                                   | Fev                                                   | Mar                                                   | Abr                                                   | Mai                                                   | Jun                                                   | Jul                                                   | Ago                                                   | Set                                                   | Out                                                   | Nov                                                   | Dez                                                   | Ano                                                   |
| ----------------------------------------------------- | ----------------------------------------------------- | ----------------------------------------------------- | ----------------------------------------------------- | ----------------------------------------------------- | ----------------------------------------------------- | ----------------------------------------------------- | ----------------------------------------------------- | ----------------------------------------------------- | ----------------------------------------------------- | ----------------------------------------------------- | ----------------------------------------------------- | ----------------------------------------------------- | ----------------------------------------------------- |
| Recorde alta °C (°F)                                  | 21.3 (70.3)                                           | 22.6 (72.7)                                           | 24.4 (75.9)                                           | 29.0 (84.2)                                           | 34.6 (94.3)                                           | 36.4 (97.5)                                           | 37.7 (99.9)                                           | 37.6 (99.7)                                           | 36.1 (97)                                             | 33.7 (92.7)                                           | 27.4 (81.3)                                           | 23.8 (74.8)                                           | 37.7 (99.9)                                           |
| Média alta °C (°F)                                    | 10.4 (50.7)                                           | 11.7 (53.1)                                           | 14.8 (58.6)                                           | 19.7 (67.5)                                           | 23.5 (74.3)                                           | 26.4 (79.5)                                           | 30.1 (86.2)                                           | 31.7 (89.1)                                           | 28.6 (83.5)                                           | 23.8 (74.8)                                           | 18.3 (64.9)                                           | 13.1 (55.6)                                           | 21.0 (69.8)                                           |
| Média diária °C (°F)                                  | 7.0 (44.6)                                            | 7.9 (46.2)                                            | 10.9 (51.6)                                           | 15.4 (59.7)                                           | 19.4 (66.9)                                           | 22.8 (73)                                             | 26.8 (80.2)                                           | 27.9 (82.2)                                           | 24.8 (76.6)                                           | 19.7 (67.5)                                           | 14.3 (57.7)                                           | 9.4 (48.9)                                            | 17.2 (63)                                             |
| Média baixa °C (°F)                                   | 3.8 (38.8)                                            | 4.4 (39.9)                                            | 7.3 (45.1)                                            | 11.6 (52.9)                                           | 15.8 (60.4)                                           | 20.0 (68)                                             | 24.3 (75.7)                                           | 25.1 (77.2)                                           | 21.8 (71.2)                                           | 16.1 (61)                                             | 10.8 (51.4)                                           | 5.9 (42.6)                                            | 13.9 (57)                                             |
| Recorde baixa °C (°F)                                 | −5.2 (22.6)                                           | −4.8 (23.4)                                           | −3.6 (25.5)                                           | 0.2 (32.4)                                            | 5.3 (41.5)                                            | 8.9 (48)                                              | 15.0 (59)                                             | 17.0 (62.6)                                           | 11.1 (52)                                             | 4.9 (40.8)                                            | −0.2 (31.6)                                           | −3.9 (25)                                             | −5.2 (22.6)                                           |
| Média precipitação mm (pol.)                          | 64.0 (2.52)                                           | 85.7 (3.374)                                          | 132.0 (5.197)                                         | 151.3 (5.957)                                         | 179.3 (7.059)                                         | 314.6 (12.386)                                        | 314.4 (12.378)                                        | 195.4 (7.693)                                         | 188.8 (7.433)                                         | 85.8 (3.378)                                          | 85.6 (3.37)                                           | 60.8 (2.394)                                          | 1 857,7 (73,139)                                      |
| Queda de neve média cm (pol.)                         | 2 (0.8)                                               | 1 (0.4)                                               | 0 (0)                                                 | 0 (0)                                                 | 0 (0)                                                 | 0 (0)                                                 | 0 (0)                                                 | 0 (0)                                                 | 0 (0)                                                 | 0 (0)                                                 | 0 (0)                                                 | 1 (0.4)                                               | 4 (1.6)                                               |
| Média de dias de precipitação (≥ 0.5 mm)              | 11.1                                                  | 9.9                                                   | 12.5                                                  | 10.8                                                  | 10.6                                                  | 13.5                                                  | 11.6                                                  | 9.8                                                   | 9.7                                                   | 6.2                                                   | 9.0                                                   | 10.0                                                  | 124.7                                                 |
| Média de dias ensolarados                             | 1.2                                                   | 0.9                                                   | 0.2                                                   | 0.0                                                   | 0.0                                                   | 0.0                                                   | 0.0                                                   | 0.0                                                   | 0.0                                                   | 0.0                                                   | 0.0                                                   | 0.2                                                   | 2.5                                                   |
| Média umidade relativa (%)                            | 66                                                    | 64                                                    | 66                                                    | 68                                                    | 72                                                    | 79                                                    | 80                                                    | 75                                                    | 73                                                    | 67                                                    | 67                                                    | 66                                                    | 70                                                    |
| Média mensal horas de sol                             | 102.8                                                 | 119.7                                                 | 148.5                                                 | 174.7                                                 | 184.4                                                 | 135.3                                                 | 178.7                                                 | 210.7                                                 | 172.8                                                 | 181.4                                                 | 137.9                                                 | 119.1                                                 | 1 866                                                 |
| Source #1: Japan Meteorological Agency                |                                                       |                                                       |                                                       |                                                       |                                                       |                                                       |                                                       |                                                       |                                                       |                                                       |                                                       |                                                       |                                                       |
| Source #2: Japan Meteorological Agency (records)      |                                                       |                                                       |                                                       |                                                       |                                                       |                                                       |                                                       |                                                       |                                                       |                                                       |                                                       |                                                       |                                                       |

## Educação

### Universidades
- Nagasaki University
- Nagasaki Institute of Applied Science
- Nagasaki University of Foreign Studies[38]
- Kwassui College|Kwassui Women's College
- Nagasaki Junshin Catholic University[39]
- Siebold University of Nagasaki
- Nagasaki Wesleyan University

### Junior colleges
- Nagasaki Junior College[40]
- Nagasaki Junshin Women's Junior College
- Tamaki Women's Junior College (玉木女子短期大学)
- Nagasaki Women's Junior College (長崎女子短期大学)[41]

## Pontos turísticos

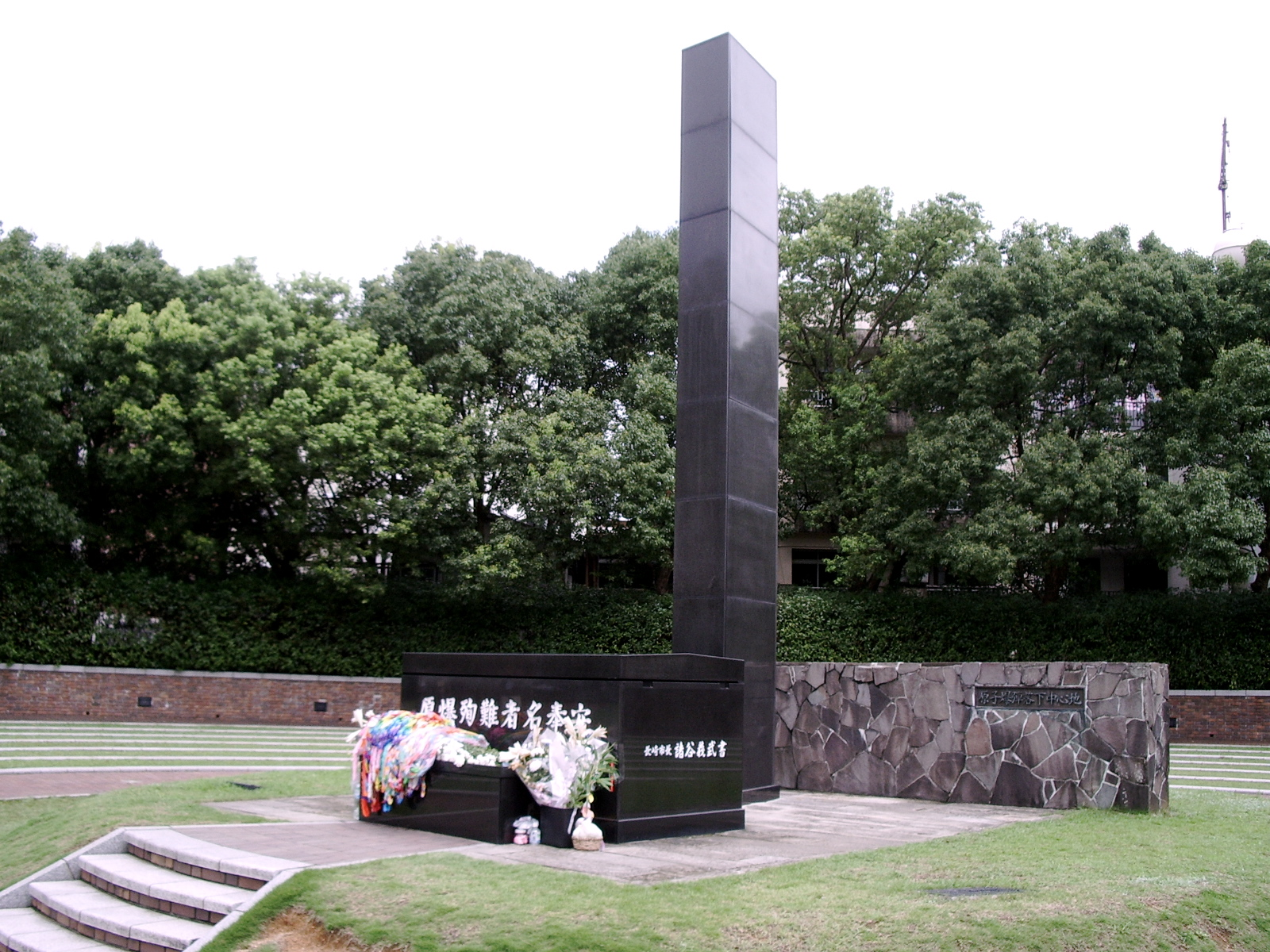
Monumento no hipocentro da bomba atômica em Nagasaki

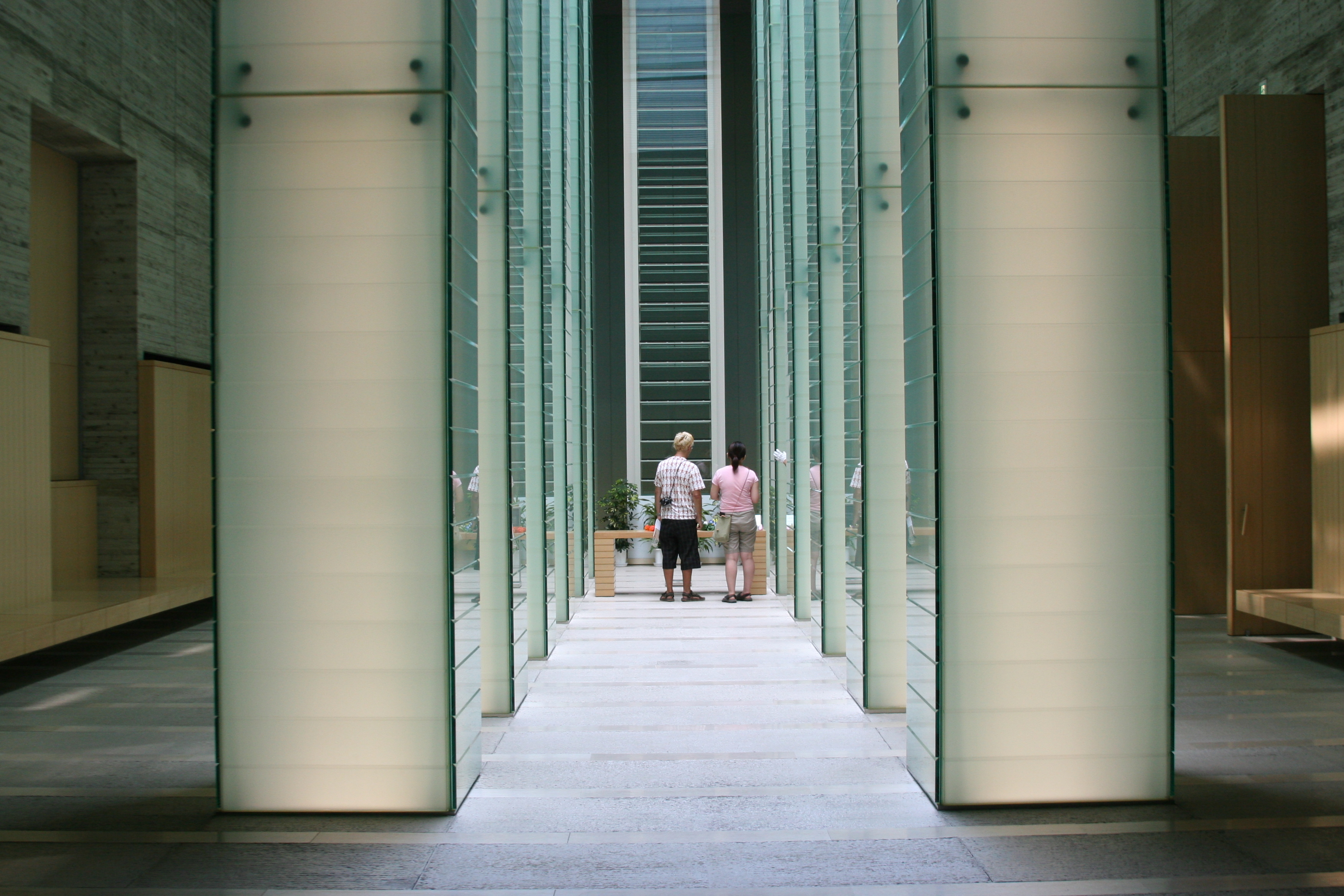
Hall Memorial Nacional da Paz pelas Vítimas da Bomba Atômica

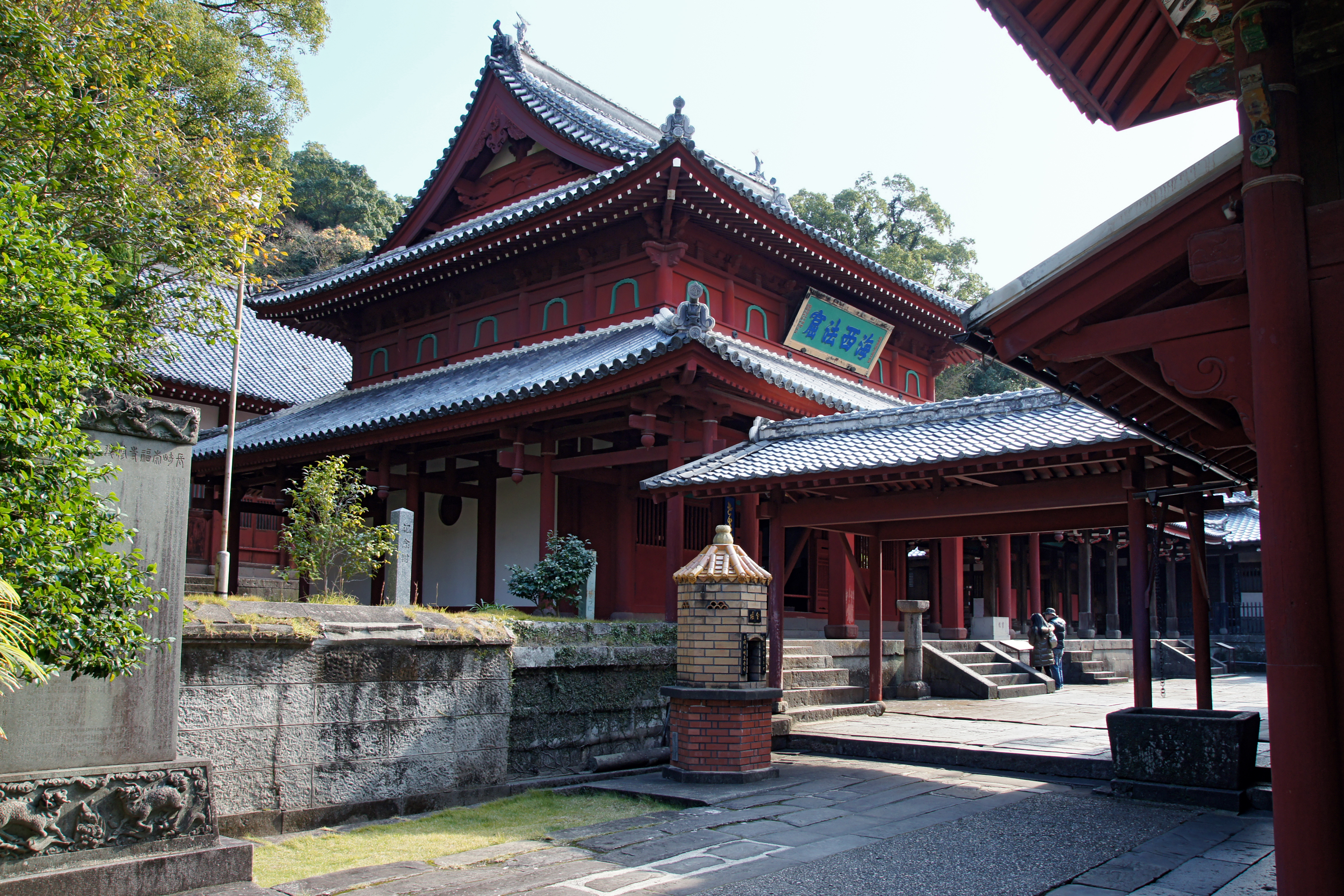
Sōfuku-ji (Tesouro Nacional do Japão)

- Basílica dos Vinte e Seis Santos Mártires do Japão
- Santuário de Confúcio
- Museu de História de Dejima
- Antiga residência Shuhan Takashima
- Antigo local do Seminário Latino
- Antigo local do Consulado Britânico em Nagasaki
- Glover Garden
  - Antiga Residência Glover
  - Antiga Residência Alt
  - Antiga Residência Ringer
  - Antiga Residência Walker
- Fukusai-ji
- Ilha Hashima[42]
- Mansão Higashi-Yamate Juniban
- Kazagashira Park
- Kōfuku-ji
- Megane Bridge
- Monte Inasa
- Museu da Bomba Atômica de Nagasaki[43] (Próximo ao Peace Park)
- Museu de História e Cultura de Nagasaki[44]
- Hall Memorial Nacional da Paz pelas Vítimas da Bomba Atômica
- Parque da Paz de Nagasaki
  - Hipocentro da Bomba Atômica (Localizado próximo ao Parque da Paz)
- Pagoda da Paz de Nagasaki
- Aquário de Pinguins de Nagasaki[45]
- Chinatown de Nagasaki
- Museu de Ciências de Nagasaki[45]
- Jardim Botânico Subtropical de Nagasaki
- Residência de Takashi Nagai
- Oranda-zaka
- Santuário Sannō - Com o torii de uma perna, às vezes chamado de portão ou arco
- Cemitério Internacional Sakamoto
- Shōfuku-ji
- Museu Memorial Siebold
- Sōfuku-ji - Daiyūhōden and Daiippomon are national treasures of Japan.
- Santuário Suwa
- Museu Literário Shūsaku Endō
- Tateyama Park
- Museu e Monumento dos Vinte e Seis Mártires
- Museu Prefeitural de Arte de Nagasaki
- Catedral de Urakami
- Miyo-Ken, um templo onde a cobra branca é adorada[46]

## Cidades-irmãs
Nagasaki tem 7 cidades-irmãs, que são:
- Hiroshima, Japão
- Saint Paul, Estados Unidos
- Santos, Brasil
- Porto, Portugal
- Midelburgo, Países Baixos
- Fuzhou, China
- Vaux-sur-Aure, França